# Стара Покровка
Стара Покровка (первісна назва — Покровка) — село в Україні, у Новопокровській селищній громаді Чугуївського району Харківської області. Населення становить 916 осіб. До 2020 орган місцевого самоврядування — Старопокровська сільська рада.

## Географія
Село Стара Покровка знаходиться на правому березі річки Уда, вище за течією на відстані 5 км розташоване село Зауддя, нижче за течією на відстані 3 км розташоване селище Есхар, на протилежному березі — селища Введенка і Новопокровка.
До села примикає великий масив дубового лісу.

## Історія
Село було засноване 1647 року. Спочатку село називалося просто Покровка — по церкві Покрови Пресвятої Богородиці.
За даними на 1864 рік у казеному селі Чугуївської волості Зміївського повіту, мешкала 651 особа (372 чоловічої статі та 279 — жіночої), налічувалось 194 дворових господарства, існувала православна церква.
Станом на 1914 рік кількість мешканців села зросла до 1 624 осіб.
У травні 1920 року село брало участь у повстанні проти мобілізації до Червоної армії.
12 червня 2020 року, відповідно до Розпорядження Кабінету Міністрів України  № 725-р «Про визначення адміністративних центрів та затвердження територій територіальних громад Харківської області», увійшло до складу Новопокровської селищної громади .
17 липня 2020 року, в результаті адміністративно-територіальної реформи та ліквідації колишнього Чугуївського району, увійшло до складу новоутвореного Чугуївського району Харківської області.

## Релігія
- Церква Успіння Пресвятої Богородиці (будується в центральному сквері з 2000 року).

## Населення

### Мова
Розподіл населення за рідною мовою за даними перепису 2001 року:
| Мова       | Кількість | Відсоток |
| ---------- | --------- | -------- |
| російська  | 762       | 83.19%   |
| українська | 153       | 16.70%   |
| білоруська | 1         | 0.11%    |
| Усього     | 916       | 100%     |

## Транспорт
Сполучення — автобусне з містом Харків через Новопокровку.
У Старій Покровці існує побудований за СРСР бетонний автомобільний міст через Уду, що з'єднує Поди з Новопокровкою.